# Oluf Kolsrud
Nils Oluf Kolsrud, född den 7 juli 1885 på Østre Toten, död den 17 juni 1945, var en norsk kyrkohistoriker och urkundsutgivare.
Kolsrud blev teologie kandidat 1908, universitetsstipendiat 1909, docent 1916 och professor i kyrkohistoria vid Kristiania universitet 1921. Han var från 1912 medutgivare av Norges gamle love 1388–1604 och från 1913 av Diplomatarium Norvegicum, från 1914 medlem av Kildeskriftkommissionen och från 1921 redaktör av årsboken Norvegia sacra. Han upprättade Norsk historisk kjeldeskriftinstitutt 1922.
Kolsrud utgav en rad historiska källskrifter samt Marcellus (1911–1912), Bibeloversætteren Chr. Thistedahl (1913), Den norske kirkes biskoper og erkebiskoper indtil reformationen (samma år), Tvo norrøne latinske kvæde med melodiar (tillsammans med Georg Reiss, 1913), Olavskyrkja i Trondheim (1914), Det Norske Bibelselskaps historie (1916), Reformationsjubilæet i Norge 1817 (1917) och Bergens bys segl, vaaben, farver og flag (1921).
Oluf Kolsrud varr bror till filologen Sigurd Kolsrud samt farbror till etnologen Knut Kolsrud och fysikern Marius Kolsrud.